# Jubileu de Rubi de Isabel II do Reino Unido

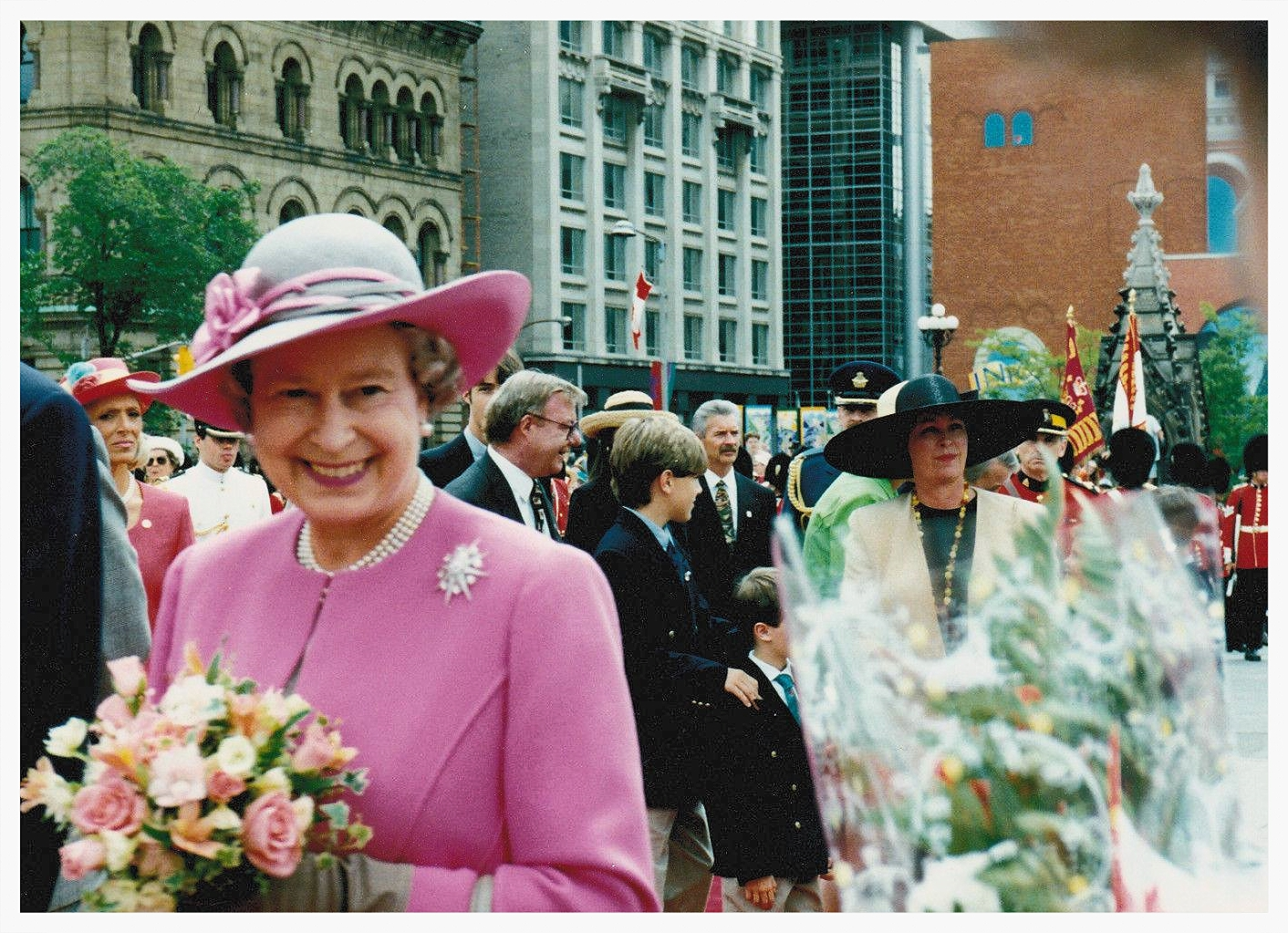
A Rainha em Ottawa em 1992 para celebrar seu Jubileu de Rubi e o 125º aniversário da Confederação Canadense.

O Jubileu de Rubi de Isabel II do Reino Unido em 1992 marcou o 40º aniversário da ascensão da Rainha Isabel II em 6 de fevereiro de 1952.  Ao contrário de seu Jubileu de Prata de Isabel II do Reino Unido em 1977, não houve celebrações públicas generalizadas do Jubileu de Rubi; foi um evento de baixo perfil. No entanto, houve algumas observâncias para marcar o marco.

## Comemorações
Diferentes selos e moedas que marcam 40 anos de Isabel II como Rainha foram lançados pelo Reino Unido (incluindo suas dependências da Coroa e territórios ultramarinos), reinos da Comunidade e alguns reinos antigos da Rainha.

### Austrália

#### Turnê real
A Rainha e o Duque de Edimburgo realizaram uma visita real à Austrália em fevereiro de 1992, a fim de oficializar as celebrações que marcaram o 150º aniversário do Conselho da Cidade de Sydney, durante seu 40º ano como monarca. A Rainha abriu oficialmente reformas para a Prefeitura de Sydney e também para o Paddock Stand no Royal Randwick Racecourse de Sydney, sede do Australian Jockey Club, que também celebrou seu 150º aniversário.  Foi também nesta ocasião que a Rainha certificou Randwick como 'Real'.
O primeiro-ministro da Austrália, Paul Keating, também parabenizou a Rainha por chegar ao 40º aniversário de sua ascensão ao trono. Foi também nesta ocasião, que o primeiro-ministro Keating quebrou o protocolo real colocando a mão nas costas da Rainha, fazendo com que os jornais britânicos indignados o chamassem de "Lagarto de Oz".

#### O conjunto Royal LadiesCoin e Medallion

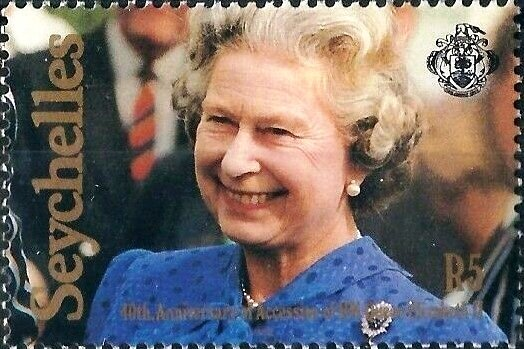

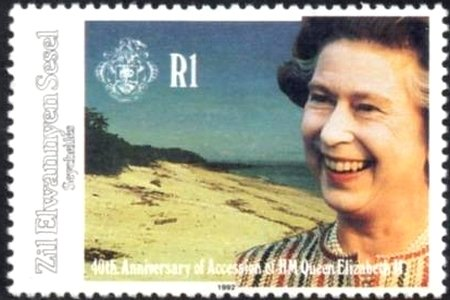
Selos lançados por Seychelles para marcar os quarenta anos da Rainha no trono.

A Royal Australian Mint emitiu um conjunto especial de moedas comemorativas, tanto em ouro quanto em prata, para marcar o Jubileu de Rubi da Rainha. Intitulado "As Damas Reais", o conjunto consiste em quatro moedas de 25 dólares em comemoração ao 40º aniversário da adesão da Rainha Isabel II. Os invertidos retratam a Rainha Isabel, a Rainha Mãe, a Princesa de Gales, a Princesa Real e a Princesa Margarida, Condessa de Snowdon. O conjunto também inclui um medalhão.

### Canadá
Uma estátua equestre da Rainha foi encomendada em 1990 para comemorar o Jubileu de Rubi e o 125º aniversário da Confederação em 1992. A estátua foi revelada em 30 de junho 1992 durante a turnê real da Rainha no Canadá, que ocorreu até 30 de julho. A estátua foi revelada no terreno do Parlamento Hill, situada em uma estátua da Rainha Vitória, a primeira monarca de um Canadá confederado.
A Rainha empreendeu a turnê real para presidir várias comemorações relacionadas ao 125º aniversário da Confederação Canadense e seu Jubileu de Rubi. O dia revelou sua estátua equestre, a rainha também revelou dois vitrais no Rideau Hall, um para comemorar seu Jubileu de Rubi, outro para comemorar o 40º aniversário da nomeação do primeiro governador-geral nascido no Canadá e o 25º ano do Sistema canadense de Honra. também apresentou novas cores ao seu regimento, a Guarda Grenadier canadense.  dia seguinte, ela presidiu o juramento de novos membros para o Conselho Privado da Rainha do Canadá, antes de presidir as celebrações oficiais do Dia do Canadá no Parlamento Hill.
Durante o ano, o Parlamento do Canadá também aprovou uma moção de parabéns à Rainha por alcançar o marco.

### Nova Zelândia

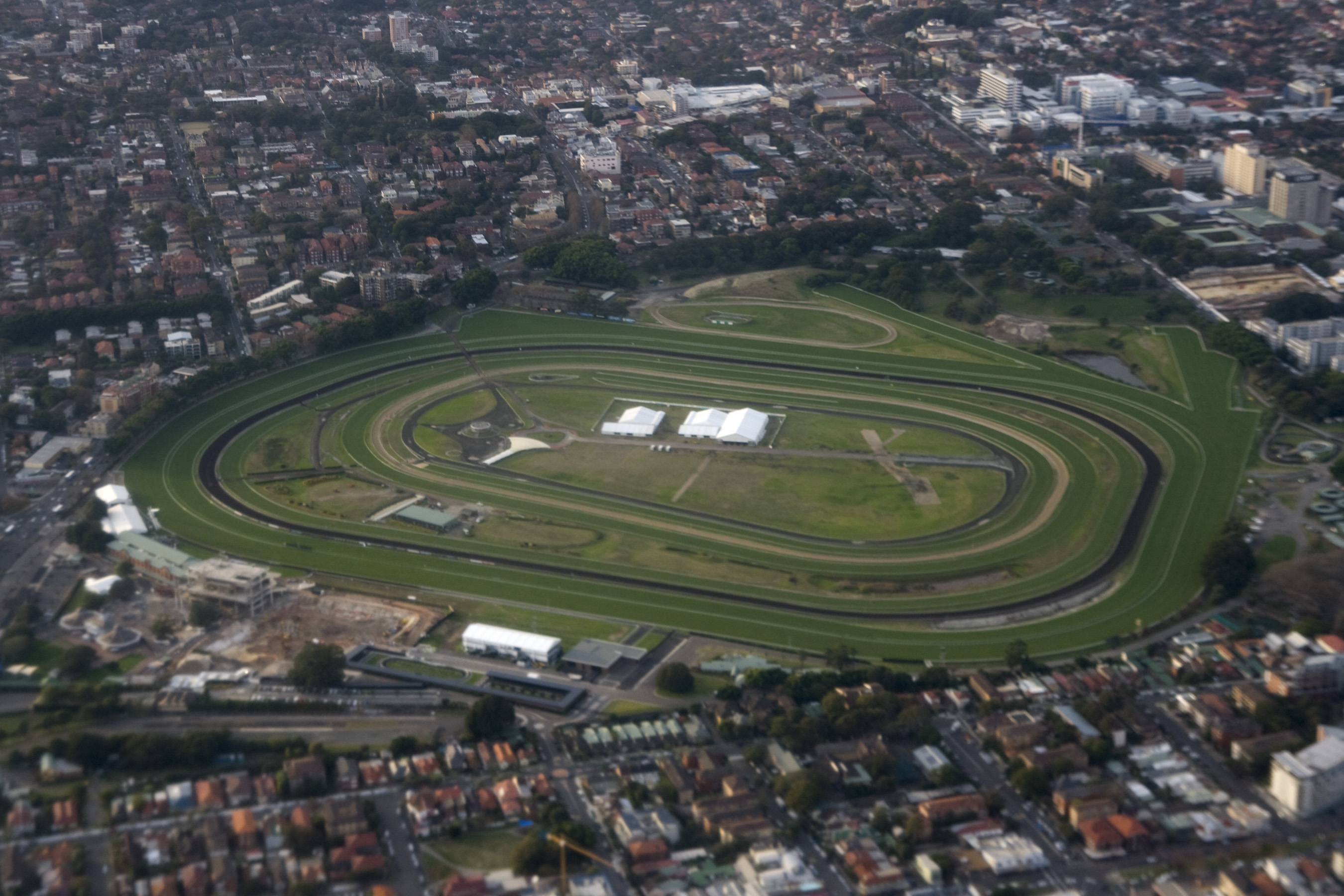
Autódromo Royal Randwick de cima.

Em 3 de março de 1992, durante a segunda sessão do 43º Parlamento da Nova Zelândia, uma moção movida pelo primeiro-ministro da Nova Zelândia Jim Bolger, na qual a Câmara ofereceu seus "calorosos e sinceros" parabéns à Rainha da Nova Zelândia por seu Jubileu de Rubi. O primeiro-ministro Bolger disse: "Durante 40 anos, a Rainha liderou a Comunidade como um símbolo de unidade e um ponto de encontro para os valores constitucionais que formam a base do nosso sistema político". Ele acrescentou: "Uma vida de extremo decoro, um registro de excelente serviço público e 40 anos de experiência política no mais alto nível são todos atributos que merecem nosso afeto, respeito e lealdade constitucional".
O orador Robin Gray disse que o aniversário da adesão da Rainha coincide com o Dia de Waitangi, que "cria um vínculo único" entre a Coroa e o povo da Nova Zelândia.
A moção foi apoiada pela Oposição e foi aprovada pela Câmara. A Casa também estendeu sua apreciação ao Duque de Edimburgo e outros membros da Família Real que apoiaram Isabel II como Rainha da Nova Zelândia e como Chefe da Comunidade.

### Reino Unido

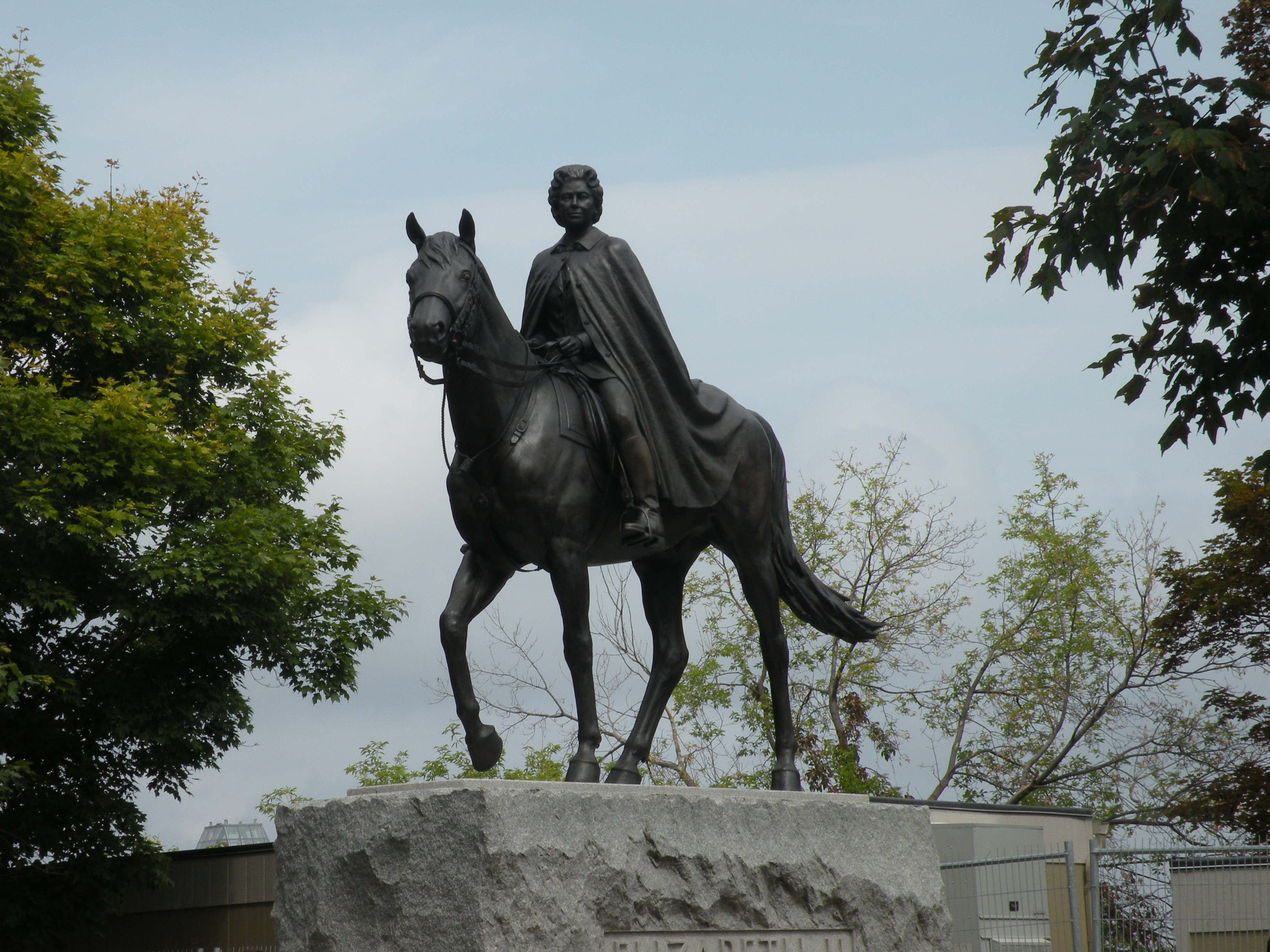
Escultura da Rainha Isabel II no Parliament Hill foi revelada em 1992 em homenagem ao Jubileu rubi da rainha e ao 125º aniversário da Confederação Canadense.

O Royal Anniversary Trust foi criado em 1990 para criar um programa nacional de atividades educativas e outros eventos que marcam o Jubileu de Rubi da Rainha em 1992.
No Dia da Adesão, o primeiro-ministro John Major e o líder da oposição Neil Kinnock na Câmara dos Comuns deram declarações de parabéns a ela por alcançar o marco. No mesmo dia, a Rainha Isabel II, vestindo uma roupa roxa e um broche de diamante e ametista, partiu em uma caminhada na vila de Snettisham, perto de Sandringham, Norfolk, para marcar o 40º aniversário de sua ascensão ao trono. Ela foi recebida por membros do público e eles apresentaram buquês à Rainha.
Uma festa de gala foi realizada na Royal Opera House em 10 de fevereiro de 1992 para marcar o 40º aniversário da adesão da Rainha. Foi assistido pela Rainha e incluiu uma performance de Don Giovanni de Mozart.
Em 14 de fevereiro, foi anunciado que a Rainha havia concordado em conferir o status da cidade a Sunderland como parte das celebrações para marcar o Jubileu de Rubi.

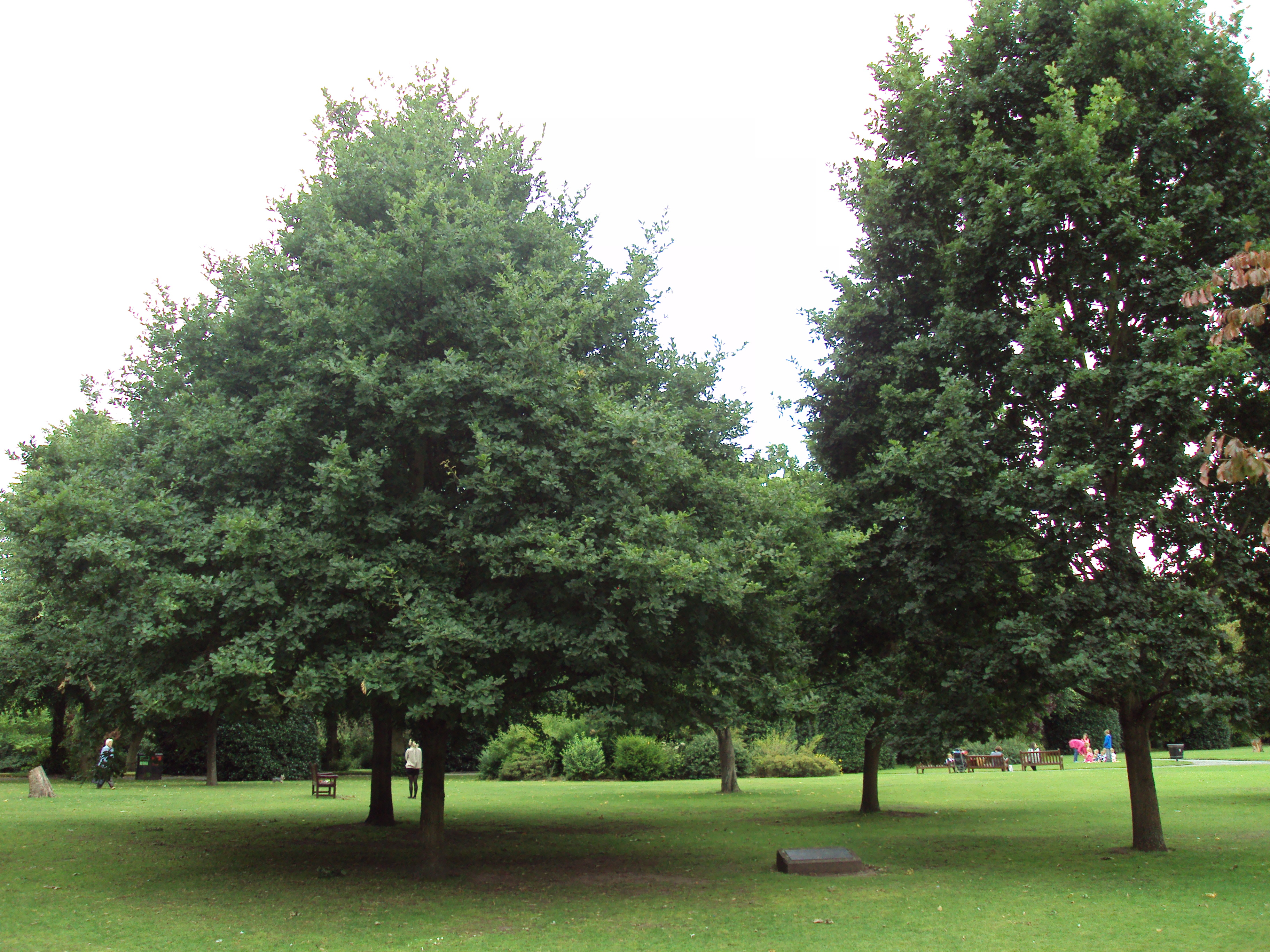
Quatro carvalhos plantados para comemorar o Jubileu rubi da Rainha em Grosvenor Park, Chester.

Ted Hughes compôs um poema O Unicórnio para o Jubileu.
Em 8 de julho de 1992, uma homenagem foi realizada no Fountain Corte de Hampton Court Palace para celebrar o Jubileu rubi da Rainha. Contou com a presença da Rainha e do Príncipe Filipe. A homenagem começou depois uma garota apresentou um buquê de rosas vermelhas à Rainha. Incluiu performances de crianças de todo o mundo para representar a Comunidade. O Balé juvenil realizou o 'Royal Kitchen Mice Polka'.
Um banquete foi organizado na Spencer House pelo primeiro-ministro John Major e pelos ex-primeiros-ministros Harold Wilson, Edward Heath, James Callaghan e Margaret Thatcher em 27 de julho de 1992 para celebrar o 40º aniversário da adesão da Rainha. A festa real que participou do banquete foi a Rainha, o Príncipe Filipe, Duque de Edimburgo, e o Príncipe e Princesa de Gales.

#### O Grande Evento

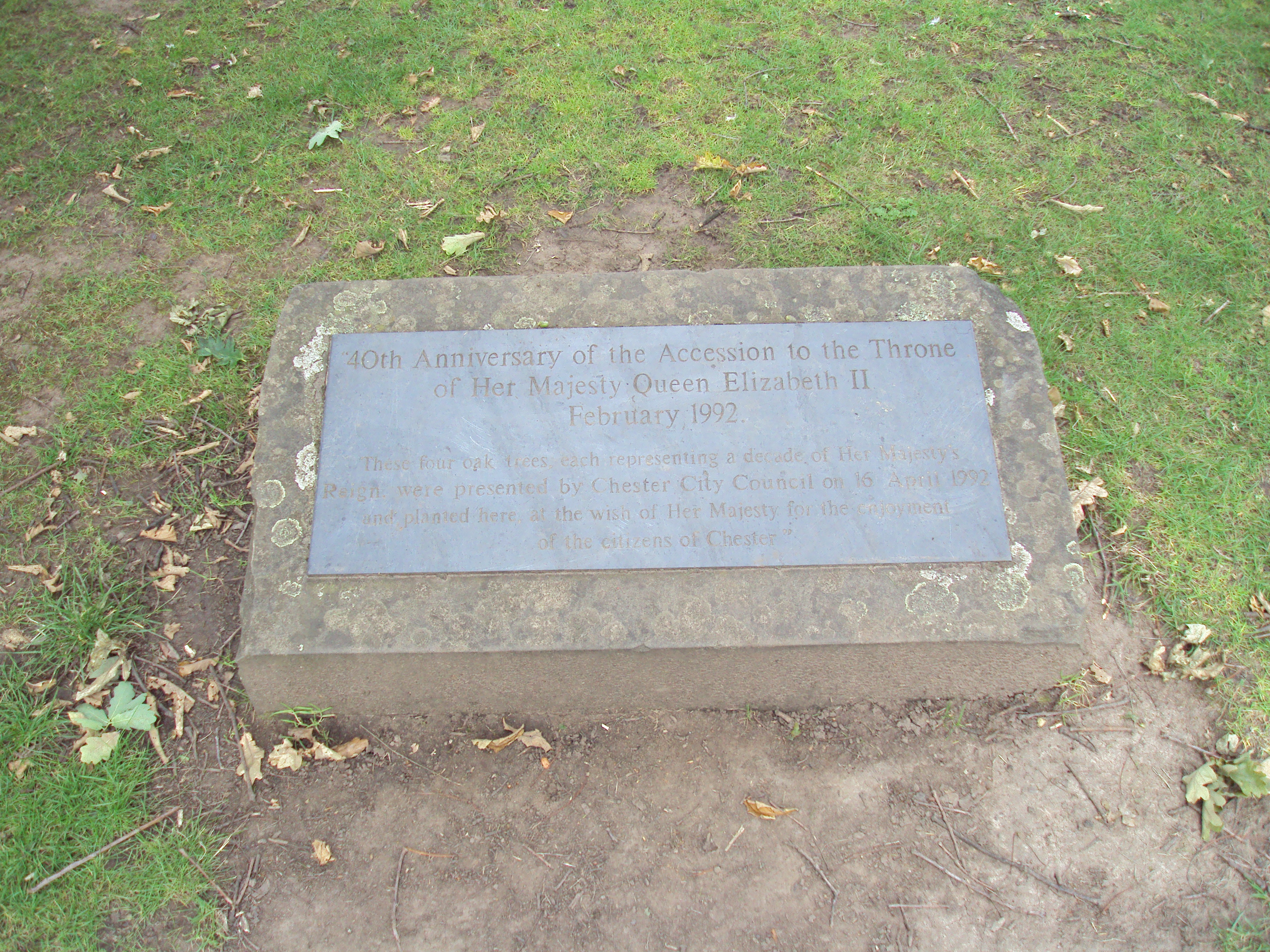
Uma placa ao lado das árvores comemorativas de carvalho comemorando o Jubileu rubi da Rainha.

Uma grande celebração de gala de quarenta anos do reinado da Rainha, intitulada The Great Event, foi realizada na Corte do Conde de Londres em 26 de outubro de 1992. Foi organizado pelo Royal Anniversary Trust e televisionado em todo o mundo. A festa contou com a presença de mais de 1.700 pessoas, incluindo a Rainha, o Duque de Edimburgo; Carlos e Diana, o príncipe e princesa de Gales; Príncipe André, Duque de Iorque, Príncipe Eduardo, Princesa Margarida, Katharine, Duquesa de Kent, Princesa Miguel de Kent, Primeiro-Ministro John Major, o líder do Partido Trabalhista da oposição, John Smith, o Secretário-Geral da Comunidade Chefe Emeka Anyaoku, e o Arcebispo de Cantuária, George Carey. O programa incluiu apresentações de Dama Vera Lynn, Pearly Kings e Queens, the Sixties Tiller Girls, do cantor pop Cliff Richard e Lonnie Donegan. Darcey Bussell e Zoltán Solymosi, membros do Royal Ballet realizaram o pas de deux do Ato II do Lago dos Cisnes. Mais de 500 crianças, que representavam as nações da Comunidade, participaram durante o grande final. Eles usavam seus vestidos indígenas e se organizavam no palco para formar um mapa do mundo.

#### A Maça da Commonwealth

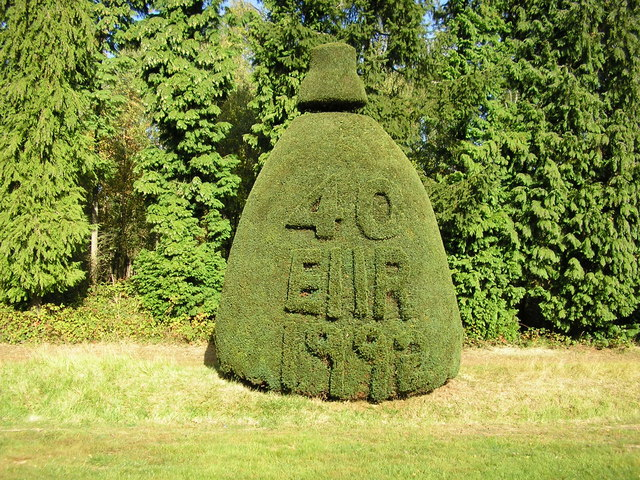
Um Yew cortado na Yew Tree Avenue, Clipsham, Rutland para comemorar o 40º aniversário da ascensão da Rainha em 1992.

Durante o Grande Evento na Corte do Conde de Londres, a Rainha foi presenteada com um bastão especial da Comunidade, que foi proposto pelo Royal Anniversary Trust e aprovado pelos Chefes de Governo da Comunidade na Reunião de Chefes de Governo da Comunidade de Harare em 1991, para marcar o 40º aniversário da ascensão da Rainha ao trono. A Rainha também recebeu 52 cálices dourados de prata, um para cada um dos então membros da Comunidade. A maça em si foi projetada pelo ourives Gerald Benney, com sede em Londres. O Maça da Comunidade contém cinco quilos de ouro de 18 quilates, rubis, e é ilustrado com o Brasão Real de Armas, o Símbolo da Comunidade, e as bandeiras emamelled dos Estados membros da Comunidade. Geoffrey Munn, um especialista em antiguidades, descreveu-o como um "tributo mais maravilhoso ao reinado de Sua Majestade e uma coisa adorável de se ver".

#### Elizabeth R: A Year in the Life of the Queen
Um documentário, chamado Elizabeth R: A Year in the Life of the Queen foi feito pela BBC para marcar o 40º aniversário da adesão da Rainha. A família real assistiu e aprovou o documentário antes de ser transmitido na televisão. O documentário foi ao ar em 6 de fevereiro de 1992, o 40º Dia de Adesão da Rainha, e também foi transmitido em mais de 25 países ao redor do mundo. Ganhou a maior audiência para um documentário na história da televisão britânica e foi assistido por mais da metade da população britânica em 1992.

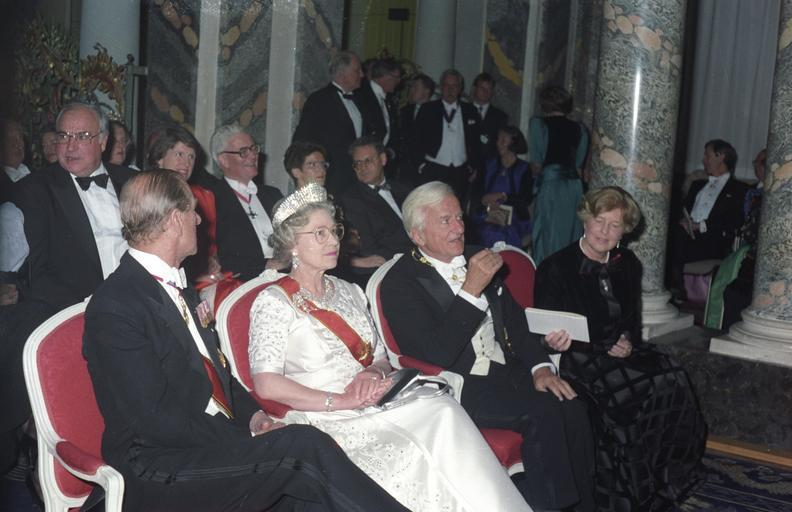
Rainha Isabel II durante sua visita de Estado à Alemanha em 1992.

#### Almoço do Jubileu do Guildhall
Em 24 de novembro de 1992, um almoço foi realizado no Guildhall, Londres, para homenagear o Jubileu rubi da Rainha, marcando quarenta anos no trono. O evento foi organizado pela City of London Corporation e contou com a presença de mais de 500 pessoas, incluindo a Rainha, príncipe Philip, Duque de Edimburgo, O Senhor Prefeito e Lady Mayoress de Londres, e o primeiro-ministro John Major e sua esposa Norma Major. Vestindo um vestido verde escuro e chapéu combinando, a rainha fez um discurso "histórico", no qual descreveu o ano de 1992 como seu annus horribilis (uma frase em latim que significa "ano horrível"). O ano, três casamentos de seus filhos desmoronaram; um incêndio destruiu mais de cem quartos no Castelo de Windsor; um escândalo envolvendo Sarah, duquesa de Iorque, e a publicação do controverso livro de Andrew Morton sobre Diana, Princesa de Gales chamado Diana: Sua Verdadeira História causou um rebuliço na Grã-Bretanha e na monarquia. Como resultado, a opinião pública se voltou contra a Família Real, e devido a isso, as celebrações do jubileu foram tonificadas.
Além disso, Maurício, um dos reinos da Rainha, tornou-se uma república em 12 de março; Em 22 de outubro, durante uma visita de Estado à Alemanha, manifestantes furiosos em Dresden jogaram ovos nela, e em de dezembro, o governo australiano do republicano Paul Keating anunciou que a rainha seria retirada do juramento de cidadania australiana.